# Bourton-on-Dunsmore
Bourton-on-Dunsmore – wieś w Anglii, w hrabstwie Warwickshire, w dystrykcie Rugby. Leży 16 km na wschód od miasta Warwick i 125 km na północny zachód od Londynu.